# Anton Cíger
Anton Cíger (28. června 1911 Krupina – 17. května 1976 Tatranská Lomnica) byl slovenský dirigent, hudební skladatel, pedagog a sběratel lidových písní.

## Život
Narodil se v Krupině, v rodině tesaře. Měl sedm sourozenců. Bratr Jozef Cíger-Hronský se stal významným slovenským spisovatelem a malířem, další dva bratři byli architekti. Základní hudební vzdělání získal od místního varhaníka Ludovíta Suhaya a později u hudebního skladatele Viliama Figuše-Bystrého v Banské Bystrici. Hrál na několik hudebních nástrojů (housle, viola, violoncello, kontrabas a varhany) a zkomponoval i svou první skladbu – píseň Dumka na slova Petra Bellu-Horala.
Studoval na učitelském ústavu v Levicích a paralelně i na Hudební a dramatické akademii v Bratislavě. Maturoval v roce 1928 a začal studovat v Praze. Z finančních důvodů přešel na Hudební akademii do Záhřebu v Jugoslávii, kde v té době působil Oskar Nedbal a studoval tam skladbu a dirigování.
Po dokončení studia v roce 1932 se stal regenschorim a dirigentem v Čadci a od roku 1933 působil v Turčianském Svätém Martině jako úředník hudebního odboru Matice slovenské a jako tajemník Ústredí slovenských ochotníckych divadiel. Vedle toho byl pověřen vedením Zväzu slovenských speváckych zborov v Trenčianskych Teplicích.
V letech 1938–1940 byl učitelem hudby na Státním slovenském učitelském ústavu pro řeckokatolíky a spolupracoval se Slovenským rozhlasem. V roce 1940 byl jmenován tajemníkem Hudební komory v Bratislavě. Působil také jako sbormistr Robotníckého spevokolu Tatran. Po skončení 2. světové války byl profesorem na pedagogickém gymnáziu v Trnavě a řídil zde pěvecký sbor Bradlan.
Od roku 1951 byl ředitelem hudební školy v Kežmarku. V Kežmarku se zasloužil o rozvoj hudebního školství. Z místních učitelů sestavil komorní sdružení, které uskutečnilo na 250 koncertů. Nějaký čas v Kežmarku pod jeho vedením pracoval i symfonický orchestr. Rovněž spolupracoval s folklórním souborem Magura, pro který i komponoval.
V roce 1953 zřídila bratislavská Pedagogická fakulta v Košicích konzultační středisko pro externí studenty oboru hudební výchova. Anton Cíger byl pověřen přednáškami jak v Košicích, tak i na obdobném středisku, které bylo později otevřeno v Prešově. Po ukončení této činnosti působil ještě jako sbormistr Poddukelského ukrajinského ľudového súboru v Prešove a jako ředitel Lidové školy umění v Prešově. V závěru svého života byl ředitelem LŠU v Tatranské Lomnici. Zde ještě stačil založit Festival podtatranských speváčikov, jehož první ročník sám financoval.

## Dílo (výběr)
Napsal více než 800 skladeb a zasáhl téměř do všech žánrů klasické hudby včetně hudby scénické a chrámové.
- Stvorenie (kantáta, 1933)
- Kolíska (opereta, 1935)
- Hej, Juro Jánošík (kantáta, 1939)
- Detvan (opera podle Andreje Sládkoviče, 1939)
- Sen o štěstí (balet, 1944)
- Romantická suita pro orchestr (1950)
- 16 mší (z nich nejúspěšnější D-dur a Es-dur)
- Dumka pro baryton a klavír (první známá skladba)
- Smyčcový kvartet D-dur
- Smyčcový kvartet f-moll

Vedle organizační, pedagogické a kompoziční činnosti intenzivně sbíral lidové písně z oblasti od Kysúc po Zemplín. Sebral na 3000 písní. Tiskem vyšlo:
- Sto šarišských piesní (Martin, 1956)